# Beni Hassen (délégation)
Pour l’article homonyme, voir Beni Hassen.
Beni Hassen est une délégation tunisienne dépendant du gouvernorat de Monastir.
| Hommes | Classe d’âge | Femmes |
| ------ | ------------ | ------ |
| 246    | 75 ou +      | 290    |
| 856    | 60-74 ans    | 980    |
| 1 282  | 45-59 ans    | 1 311  |
| 1 569  | 30-44 ans    | 1 571  |
| 1 738  | 15-29 ans    | 1 520  |
| 1 993  | 0-14 ans     | 1 874  |